# 매리너 10호
매리너 10호(영어 : Mariner 10)는 미국 항공우주국(NASA)의 우주 탐사선이며, 매리너 계획의 일부이다. 1973년 11월 3일에 발사하여 금성, 수성을 탐사하였다.

## 개요
매리너 10호는 아틀라스 로켓에 의해 발사되어 최초로 스윙바이를 이용하여 두 행성을 탐사하는 데 성공한 탐사선이다. 금성은 스윙바이를 이용할 때 대기 촬영을 하여 조사를 했다. 수성을 근방 통과할 때 최소 300 km에서 50000 km까지 접근하여 조사를 벌였다. 그리고 방사 온도계를 이용하여 수성의 온도를 알아내는 데 성공하였다.

## 같이 보기
- 수성 탐사